# Montanhas Asterúsia
As montanhas Asterúsia (em grego: Αστερούσια Όρη) são uma serra do sul de Creta, Grécia, que separa a planície de Messara do mar da Líbia. unidade regional de Heraclião.
Segundo a Encyclopædia Britannica, foi conhecida historicamente como serra de Kofinos (ou Kófinas), o nome do seu cume mais alto, com 1 231 m de altitude. A designação de montanhas Asterúsia é aplicada em sentido lato às montanhas costeiras que se estendem desde o sul de Mátala até Tsoútsouros, mas em alguns mapas a designação de Asterúsia é usada apenas para a metade ocidental, usando a designação de montes ou montanhas Kófinas para a parte oriental, colocando a divisão entre as duas cadeias aproximadamente 10 km a oeste do monte Kófinas e da aldeia de Sternes.
Escavações realizadas em diversos locais da região revelaram vestígios de antigas culturas cretenses. O "palácio" de Festo, um dos sítios arqueológicos mais significativos da Creta minoica aparentemente foi projetado para permitir a vista sobre a extensa planície de Messara e as montanhas Asterúsia.